# Symfonie nr. 8 (Mahler)
Symfonie nr. 8 in Es, bekend als de Symphonie der Tausend van Gustav Mahler werd geschreven in 1906 en 1907.

## Analyse
Deel 1 Erster Teil - Hymnus "Veni Creator Spiritus"
In dit deel horen we de volledige en enorme bezetting bestaande uit een groot orkest (met extra koperblazers en slagwerk), orgel, drie gemengde koren, twee jongenskoren, drie sopranen, twee alten, tenor, bariton en bas, aan het werk. Het deel bevat de tekst van de pinksterhymne "Veni Creator Spiritus". In tegenstelling tot zijn andere vocale symfonieën, waar vocalen slechts in één of twee delen voorkomen en als extra aanvulling dienen, vormen ze in dit werk de basis. Alle solisten zingen in dit deel mee.
Het begint en eindigt volumineus. Vooral het slot van het eerste deel is, wanneer goed gespeeld, een indrukwekkende klanklawine op de oren, met een radicaal slotakkoord van gehele ensemble.
Deel 2 Zweiter Teil - Schlußzene aus "Faust"
Het tweede deel is, zoals meer werken uit de romantische periode, gebaseerd op de slotscène uit de toneeltekst "Faust" van de beroemde schrijver-filosoof Goethe. Het begint instrumentaal en mysterieus. Na de voorzichtige inzet van het koor beginnen de solostemmen om beurten het verhaal te vertellen, in afwisseling met de koren. De kinder- dan wel jongenskoren komen ook nadrukkelijker naar voren. Het deel, dat ongeveer 45 tot 55 minuten duurt, ontvouwt zich als een opera-achtig geheel. Het slot van dit deel, "Chorus Mysticus - Alles Vergängliche", is misschien wel het grootste en zwaarste muzikaal geweld ooit voor een orkest geschreven.

## Aanleiding voor deze compositie
In die tijd had Alma Mahler, de vrouw van de componist, een stiekeme verhouding met een andere man, die haar wél alle liefde en aandacht gaf; iets wat Mahler door zijn eigenzinnige en starre houding en levenswandel simpelweg niet kon. Door een ongelukkig toeval belandde een liefdesbrief van deze geheime minnaar aan Alma in de handen van de componist, die met stomheid geslagen was. Hij wilde er alles aan doen om hen uit elkaar te drijven, maar zag geen kans te vechten. Zijn enige wapen was het componeren van een gigantisch, hemelbestormend werk. De achtste symfonie was bedoeld als de ultieme liefdesverklaring aan zijn vrouw, in een vergeefse poging haar hart opnieuw te veroveren.

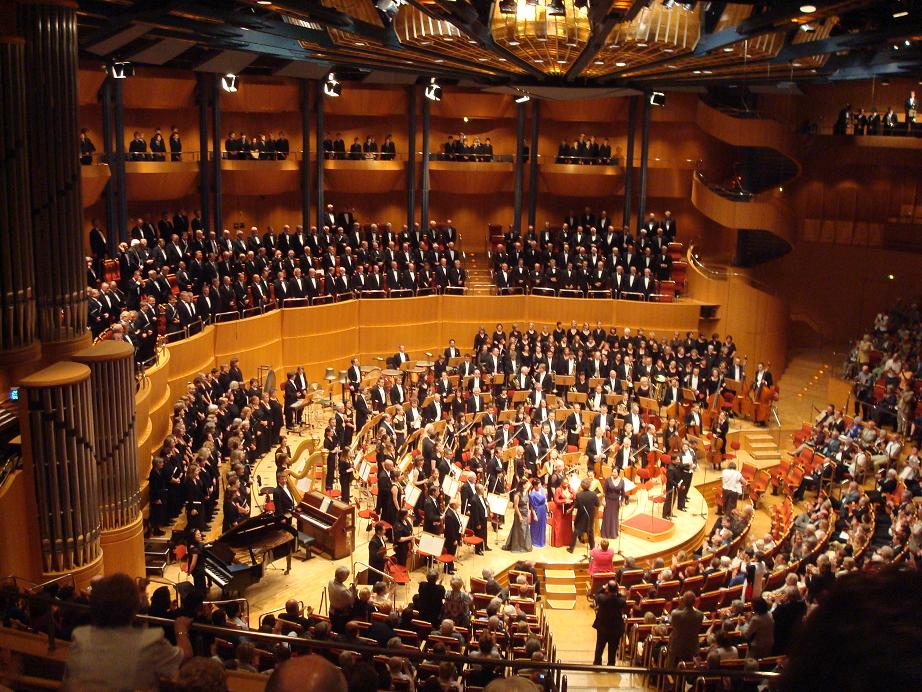
Een uitvoering van de Achtste Symfonie in Keulen, 27 juni 2009

## Première en latere uitvoeringen
Dit werk wordt zelden uitgevoerd, vanwege de grootschalige bezetting. De naam "Symphonie der Tausend" slaat direct op het grote aantal mensen dat vereist is om het werk uit te voeren. In Nederland bijvoorbeeld zijn er maar enkele concertzalen met een podium groot genoeg om alle medewerkers te kunnen huisvesten: de Doelen in Rotterdam, het Concertgebouw in Amsterdam en het Concertgebouw Eindhoven. Als zo'n uitvoering plaatsvindt, is het een enorme happening; een hoogtepunt in het concertseizoen, waarvan kaarten soms al een jaar tevoren uitverkocht zijn.
Bij de première op 12 september 1910 in München waren meer dan 400 solisten, orkestmusici en koorzangers aanwezig en deze uitvoering, die Mahler overigens zelf dirigeerde, werd bijgewoond door vele (beroemde) collega-dirigenten en -componisten zoals Bartók, Berg, Saint-Saëns en vele anderen en was het allergrootste artistieke succes dat hij bij leven geboekt heeft.

## Instrumentatie

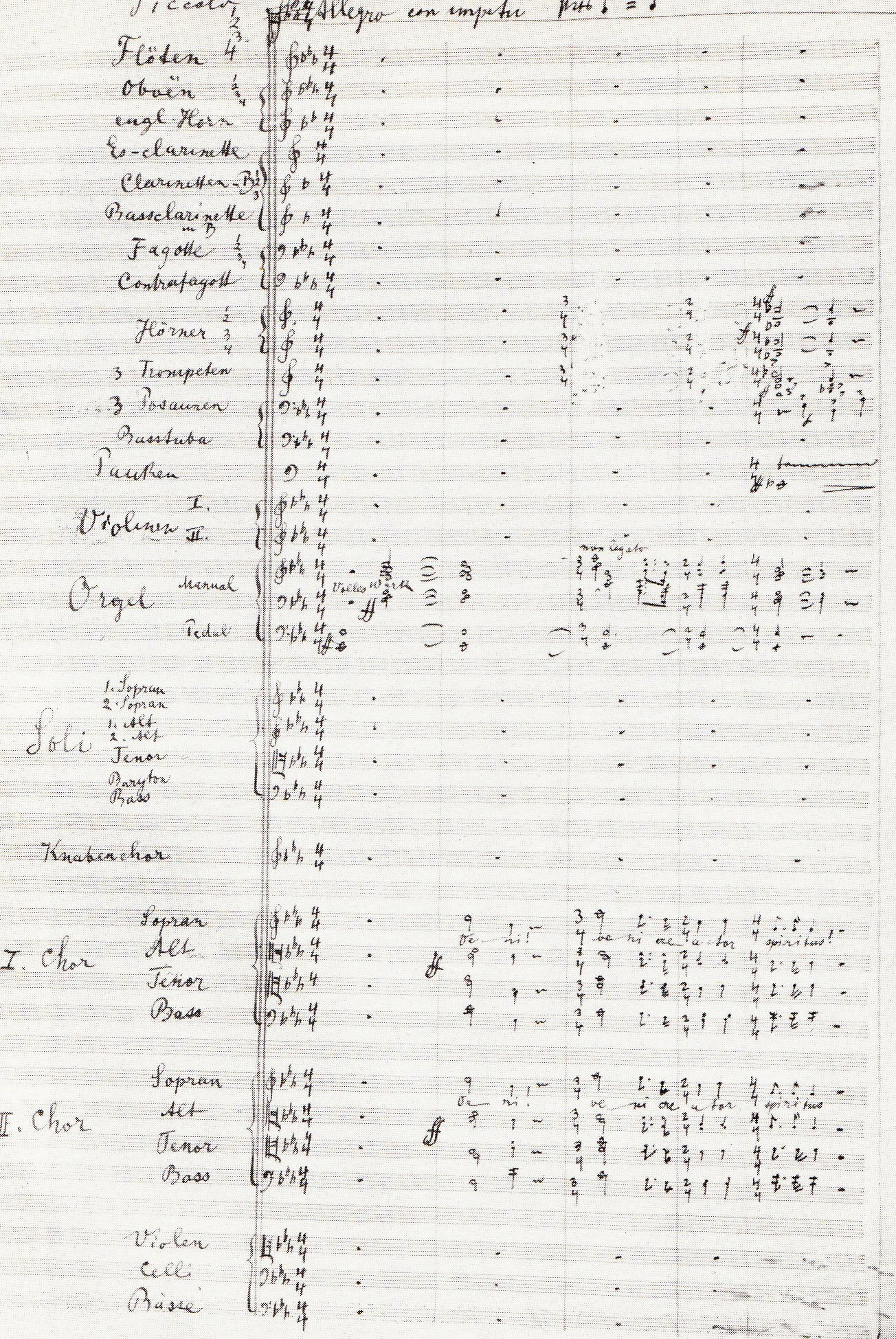
De eerste pagina van de partituur van Mahler 8.

De volledige instrumentatie van de 8e symfonie is als volgt:
- 2 piccolo's
- 4 fluiten
- 4 hobo's
- 1 althobo
- 1 esklarinet
- 3 klarinetten in bes en a
- 1 basklarinet in bes en a
- 4 fagotten
- 1 contrafagot
- 8 hoorns in f
- 4 trompetten in bes en f
- 4 trompetten in f (off-stage)
- 4 trombones
- 3 trombones (offstage)
- 1 tuba
- pauken (2 bespelers)
- grote trom
- 3 bekkens
- triangel
- tamtam
- buisklokken in as en a
- klokkenspel
- Solisten - zang (3 sopranen, 2 alten, een tenor, een bariton, een bas)
- Koren (jongenskoor, 2 gemengde volwassen koren)
- celesta
- piano
- harmonium
- orgel
- 2 of meer harpen
- mandoline
- strijkers; violen, altviolen, celli, contrabassen